# Karel van der Velden
Karel Pieter van der Velden ('s-Hertogenbosch, 28 december 1921 - Zeist, 19 maart 1993) was een zanger en gitarist. Hij speelde in de Nederlandse Lichte Muziek en behoorde bijna vier decennia tot de top in zijn vak.
Hij maakte lange tijd deel uit van het dansorkest The Skymasters. Karel heeft in zijn periode bij The Skymasters vele honderden songs voor de microfoon gebracht als solist maar ook samen met Annie de Reuver, Rita van Schaik, Annie Plevier, Greetje Kauffeld en Joke van den Burg. Belangrijkste voorbeeld: "Kijk eens in de poppetjes van m'n ogen" met Annie de Reuver. Dit orkest verzorgde gedurende een reeks van jaren twee of drie radio-uitzendingen per week. 
Van der Velden werkte met dit orkest en met andere formaties aan diverse televisieprogramma's mee. Hij zong in het Nederlands, Engels, Duits, Frans en Italiaans. Karel heeft met vele dirigenten, orkesten en combo's van de Nederlandse radio gewerkt. Na 14 jaar in vaste dienst bij The Skymasters stapte hij in 1961 over naar het amusementsorkest De Zaaiers. Hij trad ook op in België, Denemarken, Duitsland, Engeland, Frankrijk en Polen. Hij stond naast zanger ook bekend als gitarist en maakte als zodanig met het Malando orkest een grote tournee door Japan. Van der Velden speelde voorts banjo en contrabas. Hij heeft tevens als vocalist tientallen nummers op de plaat opgenomen. Zijn grootste succes was "Bloesem van seringen". Inmiddels zijn er vijf solo-CD's van deze zanger verschenen.
Van der Velden heeft ook minstens twee liedjes geschreven Met jou alleen en de foxtrot M'n eerste liefde (1952).